# Roberto Malone
Roberto Malone (sinh ngày 31 tháng 10 năm 1956) là tên sân khấu của một diễn viên và đạo diễn phim ảnh giới tính khiêu dâm tình dục người Ý đã xuất hiện trong hơn 375 bộ phim khiêu dâm giới tình tính dục.
Mặc dù được biết đến nhiều nhất dưới danh hiệu "Roberto Malone", anh cũng biểu diễn dưới cái tên "Bob Holmes" hoặc "Roberto Mel"
Anh đã từng kết hôn với nữ diễn viên phim khêu gợi dục tính người Hà Lan Zara Whites. Sau đó anh lấy vợ là nữ diễn viên điện ảnh khiêu dâm tình dục người Hungary Eva Falk. Anh là cha đẻ của Andrea Malone.
Anh đóng một vai nhỏ trong bộ phim Romance của Catherine Breillat.
Theo Marco Giusti, vai diễn hay nhất của Malone là nhân vật Al Capone trong bộ phim cùng tên.

## Giải thưởng và đề cử
- 2003 Ninfa Award winner - Diễn viên xuất sắc nhất (Public)[4]
- 2004 Ninfa Award winner - Diễn viên phụ xuất sắc nhất (La cripta de los culos - Interseleccion)[5]
- 2004 European X Award winner – Diễn viên xuất sắc nhất (Italy)[6]
- 2005 Ninfa Award winner - Diễn viên xuất sắc nhất (Sex mistere)[7]
- 2007 Ninfa Award winner - Diễn viên phụ xuất sắc nhất (Mi Padre - Stars And Stamps)[8]
- 2008 Ninfa Special Jury Award winner - Thành tựu trọn đời[9][10][11]